# Jeff Okudah
(en) Statistiques sur pro-football-reference
Jeffrey Okudah, dit Jeff Okudah, né le 2 février 1999 à Grand Prairie au Texas, est un joueur professionnel américain de football américain qui évolue au poste de cornerback dans la National Football League (NFL) depuis la saison 2020, jouant actuellement pour les Texans de Houston.
Au niveau universitaire, il a joué pour les Buckeyes de l'université d'État de l'Ohio pendant trois saisons (2016-201)9 dans la NCAA Division I FBS et sa Big Ten Conference. Au terme de sa saison 2019, il est sélectionné dans la première équipe de la conférence Big Ten et est reconnu à l'unanimité joueur All-American.
Il est ensuite sélectionné par la franchise des Lions de Détroit en 3e choix global lors du premier tour de la draft 2020 où il joue trois saisons avant de rejoindre les Falcons d'Atlanta en 2023 et les Texans de Houston en 2024.

## Biographie

### Jeunesse
Okudah nait et grandit à Grand Prairie au Texas de parents nigérians. Il étudie au lycée South Grand Prairie High School (en) de cette ville,.
Considéré comme une recrue cinq étoiles, il se lie avec l'université d'État de l'Ohio en janvier 2017,.

### Carrière universitaire

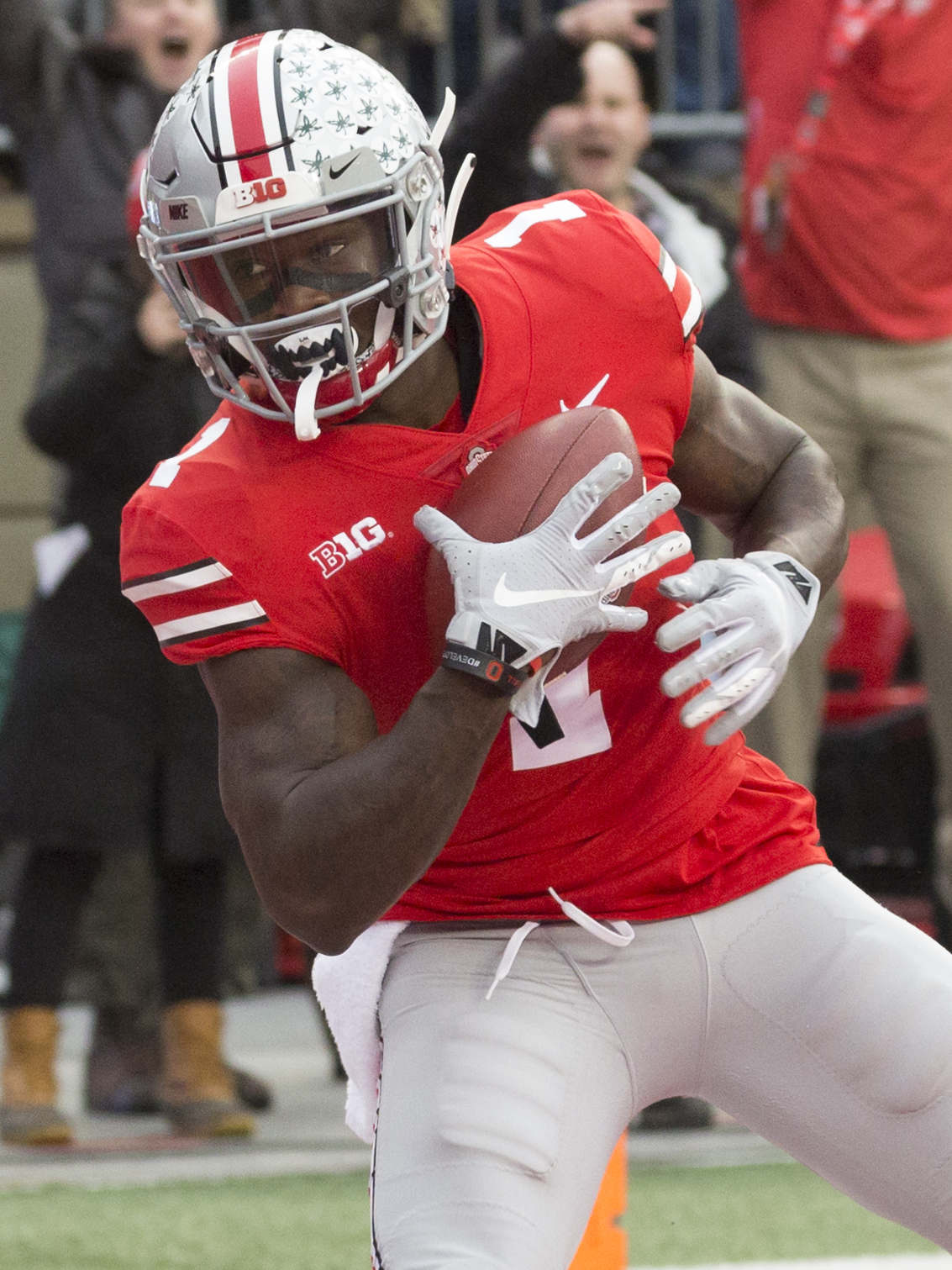
Okudah à Ohio State en 2019.

Lors de son année 2017 sous statut de true freshman, Okudah participe aux 14 matchs de la saison totalisant 147 plaquages. L'année suivante, il joue 13 matchs avec un total de 32 plaquages. Il réussit sa première interception en 2019 contre les Redhawks de Miami et totalise en fin de saison 34 plaquages, 9 passes défendues et 3 interceptions. Fin 2019, il est reconnu à l'unanimité joueur All-America et est finaliste du Jim Thorpe Award. Il décide de faire l'impasse sur son année senior afin de se présenter à la draft.

### Carrière professionnelle

#### NFL Scouting Combine

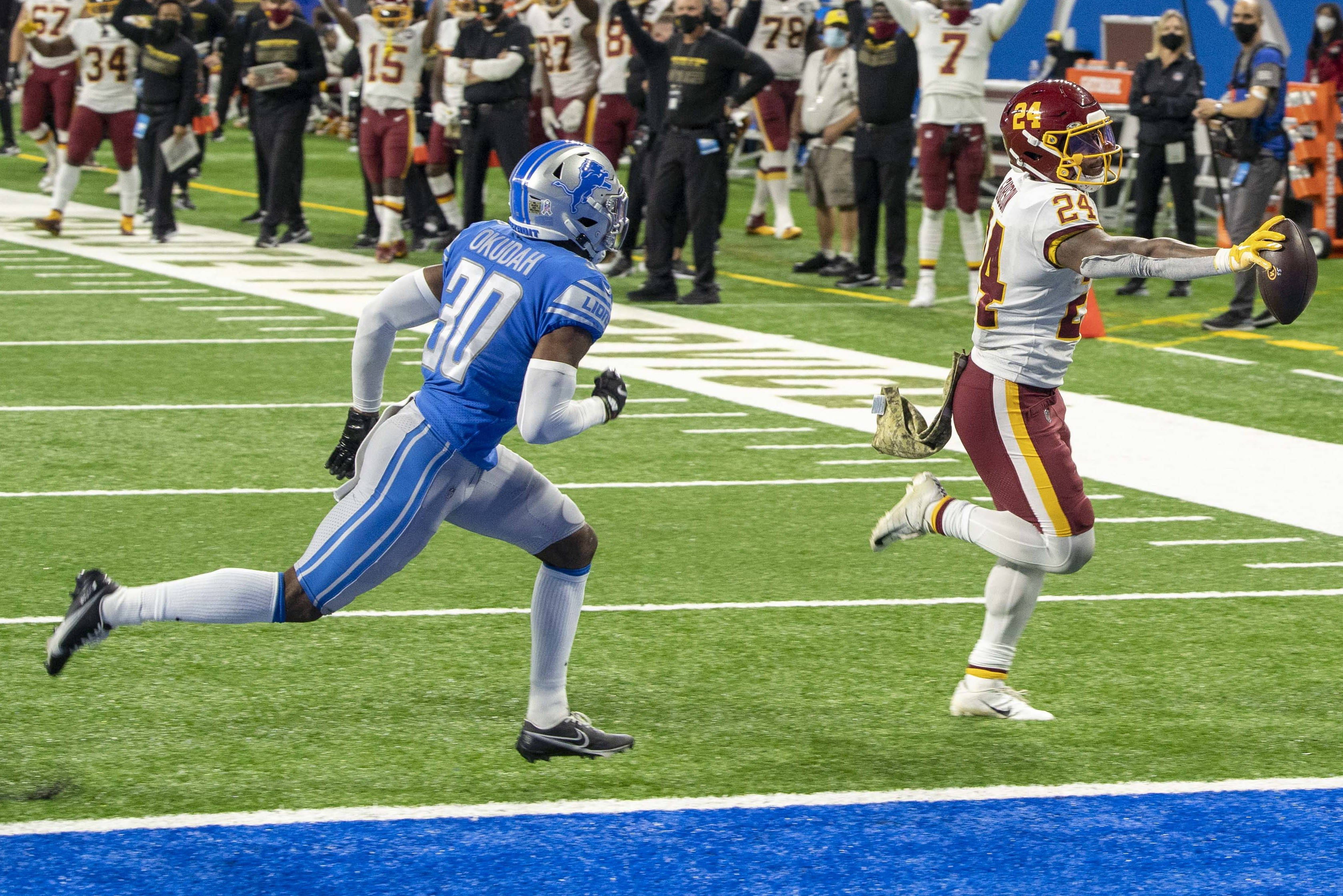
Okudah jouant contre la Washington Football Team en 2020.

| Taille              | Poids           | Bras           | Main          | Sprint   | Sprint   | Sprint   | Shuttle 20 yards | 3 cones drill | Détente        | Détente             | Développé couché | Test Wonderlic |
| Taille              | Poids           | Bras           | Main          | 40 yards | 10 yards | 20 yards | Shuttle 20 yards | 3 cones drill | verticale      | horizontale         | Développé couché | Test Wonderlic |
| 1,86 m (6 ft 1⅛ in) | 93 kg (205 lbs) | 83 cm (32⅝ in) | 23 cm (9⅛ in) | 4,48 s   | -        | -        | -                | -             | 104 cm (41 in) | 3,43 m (11 ft 3 in) | 11               | -              |

#### Draft
Okudah est considéré comme le meilleur cornerback de la draft 2020 de la NFL,, où il est sélectionné en troisième position par les Lions de Détroit.

#### Lions de Détroit
Il signe son contrat rookie de quatre ans le 13 juillet 2020, totalement garanti, d'une valeur de 33,528 millions de dollars dont 21,944 millions de bonus à la signature.
Il souffre d'une blessure au tendon durant le camp d'entraînement et rate le match d'ouverture de la saison. Il est de retour en 2e semaine contre les Packers de Green Bay, où il effectue 6 réceptions pour 96 yards. La semaine suivante, il réussit sa première interception sur une passe du quarterback des Cardinals de l'Arizona Kyler Murray. Okudah est placé dans la réserve des blessés après avoir été opéré des muscles abdominaux le 15 décembre 2020,.
Lors du match d'ouverture de la saison 2021 contre les 49ers de San Francisco, Okudah se rompt le tendon d'Achille et est placé dans la réserve des blessés.

#### Falcons d'Atlanta
Okudah est échangé aux Falcons le 13 avril 2023 contre un choix de 5e tour de la draft 2023.

#### Texans de Houston
Le 15 mars 2024, Okudah signe un contrat d'un an avec les Texans.

## Statistiques

### Universitaires
| Année       | Équipe                | Statut      | MJ |       | Plaquages | Plaquages | Plaquages | Plaquages |       | Interceptions | Interceptions | Interceptions | Interceptions |  | Fumbles | Fumbles |
| Année       | Équipe                | Statut      | MJ | Total | Seul      | Ast.      | Sacks     | Nb.       | Yards | Déf.          | TD            | Nb.           | Rec.          |  |         |         |
| 2017        | Buckeyes d'Ohio State | Fr.         | 09 | 17    | 12        | 05        | 0,0       | 0         | 0     | 01            | 0             | 0             | 1             |  |         |         |
| 2018        | Buckeyes d'Ohio State | So.         | 13 | 32    | 24        | 08        | 0,0       | 0         | 0     | 08            | 0             | 0             | 1             |  |         |         |
| 2019        | Buckeyes d'Ohio State | Jr.         | 14 | 34    | 28        | 06        | 0,0       | 3         | 0     | 09            | 0             | 1             | 0             |  |         |         |
| Totaux NCAA | Totaux NCAA           | Totaux NCAA | 36 | 83    | 64        | 19        | 0,0       | 3         | 0     | 18            | 0             | 2             | 1             |  |         |         |

### Professionnelles
| Année      | Équipe            | MJ |                | Plaquages      | Plaquages      | Plaquages      | Plaquages      |                | Interceptions  | Interceptions  | Interceptions | Interceptions |  | Fumbles | Fumbles |
| Année      | Équipe            | MJ | Total          | Seul           | Ast.           | Sacks          | Nb.            | Yards          | Déf.           | TD             | Nb.           | Rec.          |  |         |         |
| 2020       | Lions de Détroit  | 09 | 47             | 41             | 06             | 0,0            | 1              | 36             | 2              | 0              | 0             | 0             |  |         |         |
| 2021       | Lions de Détroit  | 01 | 04             | 03             | 01             | 0,0            | 0              | 0              | 1              | 0              | 0             | 0             |  |         |         |
| 2022       | Lions de Détroit  | 15 | 73             | 59             | 14             | 0,0            | 1              | 20             | 7              | 1              | 1             | 0             |  |         |         |
| 2023       | Falcons d'Atlanta | 13 | 44             | 34             | 10             | 0,0            | 0              | 0              | 3              | 0              | 0             | 0             |  |         |         |
| 2024       | Texans de Houston | ?  | Saison à venir | Saison à venir | Saison à venir | Saison à venir | Saison à venir | Saison à venir | Saison à venir | Saison à venir | ?             | ?             |  |         |         |
| Totaux NFL | Totaux NFL        | 38 | 168            | 137            | 31             | 0,0            | 2              | 56             | 13             | 1              | 1             | 0             |  |         |         |